# Self (Rockband)
Self ist eine Rockband und war Idee des Musikers Matt Mahaffey aus Murfreesboro in Tennessee. Dort begann dieser seine musikalische Karriere zunächst als Schlagzeuger. Seine erste Band hatte er mit zehn Jahren. Nachdem er sich in mehreren Genres wie Punk, Reggae und Pop versucht hatte, gründete er ein eigenes Indie-Label namens Spongebath. Die verschiedenen Erlebnisse mit den einzelnen Genres flossen in den einzigartigen Stil von Self ein.

## Geschichte
Selfs Debütalbum Subliminal Plastic Motives erschien 1995 bei Mahaffeys Label Spongebath. Es folgten The Half-Baked Serenade 1996 und das kostenlose Internetalbum Feels Like Breakin’ Shit, auf dem eine Coverversion des von Prince geschriebenen Songs Let’s Pretend We’re Married vorhanden ist, der auf dessen Album 1999 im Original zu hören ist. 1998 wurde das EP-Album Brunch veröffentlicht, es folgte Breakfast with Girls 1999 in Kooperation mit Dreamworks Label. Selfs nächstes Album Gizmodgery erschien 2000 in Anlehnung an Pianosaurus (Groovy Neighborhood, 1987), wobei das Konzept des Albums darin besteht, alle Songs mit Kinderspielzeuginstrumenten zu spielen. Im gleichen Jahr wurden zwei Internetalben (Self Goes Shopping und Selfafornia). Bestehend aus Demosongs, die zwischen 2001 und 2004 entstanden veröffentlichte Self 2005 ein weiteres Internetalbum Porno, Mint and Grime. Das neuste Album trägt den Titel Hello Radio und erschien im Juli 2006.
Die Zukunft von Self ist unsicher. Die Mitglieder arbeiten teilweise an anderen, auch eigenen, Projekten. Matt Mahaffey gründete eine neue Band mit Namen Wired All Wrong. Das erste Album erschien im September 2006. Außerdem arbeiten Matt und Chris James an der Produktion für andere Künstler. Im Januar 2007 erklärte Matt, das ein neues Album in Arbeit sei, aktuell ist aber noch kein Erscheinungsdatum bekannt.

## Zusammensetzung
Auch wenn Mahaffey die größte Aufmerksamkeit durch Self erhält, ist er nicht das einzige Mitglied der Band. Die aktuellen Mitglieder sind Chris James (Keyboard, Piano, Gitarre, Begleitgesang), Mac Burrus (Bass, Keyboard, Horn, Begleitgesang) und Jason Rawlings (Schlagzeug). Ehemalige Mitglieder waren Mahaffeys Bruder Mike (Gitarre, Keyboard) und Timm Nobles (Bass). Weil Mahaffey in fast allen Instrumenten geübt ist, die bei Self genutzt werden, spielt er die meisten der Instrumente auf den Alben, die anderen Mitglieder spielen gelegentlich auch auf den Alben oder bei Konzerten mit.

## Diskografie
- 1995: Subliminal Plastic Motives (LP)
- 1996: The Half-Baked Serenade (LP)
- 1997: Feels Like Breakin' Shit (Internet Album)
- 1998: Brunch (EP)
- 1999: Breakfast with Girls (LP)
- 2000: Gizmodgery (LP)
- 2000: Self Goes Shopping (Internet Album)
- 2000: Selfafornia (Internet Album)
- 2004: Ornament & Crime (unveröffentlichte LP)
- 2005: Porno, Mint, and Grime (Internet Album)